# ادموند بوفورت، دومین دوک سامرست
ادموند بوفورت، دومین دوک سامرست (انگلیسی: Edmund Beaufort, 2nd Duke of Somerset) متولد سال ۱۴۰۶ میلادی و متوفی به سال ۲۲ می ۱۴۵۵ یک پرسنل نظامی اهل پادشاهی انگلستان بود، او یک اشراف‌زاده انگلیسی و یکی از چهره‌های مهم دوران جنگ رزها و جنگ صد ساله بود، او همچنین عنوان‌دار چهارمین ارل سامرست و ایجادگر نخستین ارل دورست و نخستین مارکی دورست بود، عمده شهرت وی به دلیل رقابت‌های تنش‌زایش با ریچارد پلانتاژنه سومین دوک یورک بود.